# گونسالو پلاتا
گونسالو پلاتا (اسپانیایی: Gonzalo Plata‎؛ زادهٔ ۱ نوامبر ۲۰۰۰) بازیکن فوتبال اهل اکوادور است.
از باشگاه‌هایی که در آن بازی کرده‌است می‌توان به باشگاه فوتبال ایندپندینته دل‌وایه و باشگاه فوتبال اسپورتینگ اشاره کرد.
وی همچنین در تیم‌های ملی فوتبال زیر ۲۰ سال اکوادور و اکوادور بازی کرده‌است.